# Rambhai Barni Rajabhat University Stadium
Das Rambhai Barni Rajabhat University Stadium, auch RBRU Stadium genannt, ist ein Mehrzweckstadion in Chanthaburi in der Provinz Chanthaburi, Thailand. Es wurde hauptsächlich für Fußballspiele genutzt und war in der Saison 2011 und 2014 das Heimstadion vom Viertligisten Chanthaburi Football Club. Seit 2019 dient die Sportstätte als Heimstadion vom Koh Kwang Football Club, der in der Thai League 4, Region East, spielt. Das Stadion hat eine Kapazität von 8800 Personen.  Eigentümer und Betreiber des Stadions ist die Rambhai Barni Rajabhat University.

## Nutzer des Stadions
| Verein         | Zeitraum der Nutzung |
| -------------- | -------------------- |
| Chanthaburi FC | 2011                 |
| Chanthaburi FC | 2014                 |
| Koh Kwang FC   | seit 2019            |